# Фріц Гроссманн
Фріц Гроссман (нім. Fritz Grossmann, 26 червня 1902, Станіслав — 1984, Лондон) — історик мистецтва. Заступник директора Манчестерської художньої галереї; професор історії мистецтв в Університеті Вашингтону в Сіетлі.

## Біографія
Фріц Гроссман народився у Станіславі на Галичині в Австро-Угорській імперії (нині Івано-Франківськ) і був сином головного хірурга австро-угорської армії.
Вивчав історію мистецтв у Віденському університеті під керівництвом Йозефа Стжиговського, а також відвідував лекції Юліуса фон Шлоссера, Ганса Тітце, Свободи та Генріха Глюка. Закінчив університет у 1927 році, а в 1932 році завершив докторську дисертацію на тему нім. "Die Passions- und Marienlebenfolge im Wiener Schottenstift und ihre Stellungin der Wiener Malerei der Spätgotik", в якій досліджував вівтар Бенедиктинського шотландського монастиря у Відні. Завдяки тісній дружбі з іншими членами Віденської школи історії мистецтв, особливо Фріцом Новотним і Гансом Тітце, долучився до просування робіт сучасних художників у Відні. Був близьким другом також таким художникам та скульпторам як Георг Ерліх, Беттіна Ерліх, Герхарт Франкл, Фріц Вотруба, Георг Меркель, Теодор Фрід, Лісель Сальцер і Лоїс Прегарбауер. Здебільшого це художники, що входили до мистецької групи Гаґенбунд і були пов'язані із Zinkenbacher Malerkolonie на Вольфгангзее.
Працював викладачем у народному університеті і вів регулярну передачу про історію мистецтва на віденському радіо. З 1930 року був австрійським редактором чеського журналу про сучасне мистецтво Forum, а також писав для Belvedere.

### Переїзд до Лондона
У грудні 1938 року, внаслідок аншлюсу, він виїхав з Відня до Лондона, де працював як дослідник у роботі Людвіга Бурхарда над каталогом Corpus Rubenianum. У цей час він зацікавився нідерландським мистецтвом і, зокрема, роботами Гольбейна і Брейгеля. У 1945 році він допомагав Ентоні Бланту каталогізувати німецькі та нідерландські картини в Королівській колекції для виставки «The King's Pictures», що проходила в Королівській академії мистецтв у 1946-7 роках. Він був також близьким другом і радником колекціонера Антуана Сейлерна, який зібрав знамениту колекцію картин Princes Gate Collection, передану галереї Курто в 1978 році. У 1955 році вийшло його дослідження про Пітера Брейгеля Старшого, яке швидко стало стандартом досліджень про художника, а наступного року він редагував для Phaidon Press доповнений переклад праці «Від ван Ейка до Брейгеля» Макса Фрідлендера.

### Манчестер і Сіетл
У 1960 році Фріц Гроссман перейшов до Манчестерської міської художньої галереї, де став заступником директора. У цей період він організував декілька помітних виставок, зокрема, робіт Вацлава Голлара (1961) і зразків маньєризму (1965). Пішов у відставку в 1966 році і незабаром став запрошеним професором історії мистецтв в Університеті Вашингтона, Сіетл, з якого він остаточно пішов на пенсію в 1972 році. Решту життя прожив у Далечі в Лондоні.
У 2013 році в музеї Zinkenbacher Malerkolonie Museum у Санкт-Гільгені відбулася виставка картин, зібраних Фріцом Гроссманом і пов'язаних з малярською колонією та Гаґенбундом. У 1985 році колекцію документів та дослідницьких архівів Фріца Гроссмана про Пітера Брейгеля Старшого було передано бібліотеці Рубеніанум в Антверпені.

## Вибрані твори
- Grossmann F (1931), Zur Wiener Kubin-Ausstellung. "Belvedere’’. 10.
- Grossmann F (1932) Malende Dichter und dichtende Maler. Wien: Gesellschaft zur Förderung moderner Kunst Hagenbund (каталог для виставки у Відні).
- Grossmann F (1934) Der Marler Gerhart Frankl. Forum BdII
- Grossmann F (1938) Die Tafelmalerei des 14. und 15. Jahrhunderts in Österreich, Vienna
- Grossmann F (1950) Holbein, Torrigiano and some portraits of Dean Colet: a study of Holbein's work in relation to sculpture. Journal of the Warburg and Courtauld Institutes. 13..
- Grossmann. F (1951) Holbein Studies—I. Burlington Magazine 93 (Feb. 1951)
- Grossmann. F (1951)Holbein Studies—II. Burlington Magazine 93 (April 1951)
- Grossmann F.(1951) Bruegel's 'Woman Taken in Adultery' and Other Grisailles, Burlington Magazine 94.
- Grossmann F (1955) Bruegel: The Paintings, Complete Edition. Phaidon London.
- Grossmann F (1957) «Flemish Paintings at Bruges» Burlington Magazine 99, January1957.
- Grossmann F (1961) Breughels Verhältnis zu Raffael und zur Raffael-Nachfolge. Festschrift Kurt Badt zum 70. Geburtstage..
- Grossmann F, (1961) A Religious Allegory by Hans Holbein the Younger, Burlington Magazine 103(1961): 49
- Grossmann F.(1963). Between Renaissance and Baroque: European Art: 1520—1600. Manchester City Art Gallery.
- Grossmann F (1973) Notes on sources of Bruegel's Art, Album Amicorum J G Van Gelder,
- Grossmann, F. (1973)Some Observations on G.de La Tour and the Netherlandish Tradition, Burlington Mag., Sept. 1973, pp. 576‐33. 1–494.

## Біографічна література
- Arnbom, MarieTheres et al.,(2013), Bilder aus den Koffer: Die Sammlung Fritz Grossmann und die wiederentdeckung von Theodor Fried. Austellung Museum Zinkenbacher, 13 Juli bis 13 Oktober 2013. St Gilgen
- Cuvelier, H. (2015) Empathy and deep understanding, Fritz Grossmann (1902–84) and his Bruegel Archive at the Rubinianum, in Nijkamp L. et al. (eds) Picturing Ludwig Burchard 1886—1990. A Rubens Scholar in Art-Historical Perspective. Harvey Miller/Brepols, London/Turnhout, pp. 133–150.